# Pogonomyrmex maricopa
Pogonomyrmex maricopa is een mierensoort uit de onderfamilie van de Myrmicinae. De wetenschappelijke naam van de soort werd voor het eerst geldig gepubliceerd in 1914 door William Morton Wheeler.